# Faunts
Faunts — группа из Эдмонтона, Канада, играющая в стилях инди-рок и пост-рок. Музыка Faunts представляет собой необычную смесь классического британского инди и авангардного пост-рока. В творчестве группы широко используются синтезаторы и различные электронные эффекты в сочетании с электрогитарами.

## История
Группа была создана братьями Тимом и Стивеном Батке в 2000 году. Изначально в состав коллектива входило всего три человека — два брата Батке и барабанщик Пол Амуш. После переоборудования старого офиса под студию троица потратила целый год на создание первого альбома — «High Expectations/Low Results», который впоследствии был выпущен Нью-Йоркским лейблом Friendly Fire Recordings. Вскоре к группе присоединился младший брат Стивена и Тима Роб Батке, а также басист Скотт Галлант, и Faunts стали насчитывать пять человек.
В 2007 году был выпущен 40-минутный EP M4. Песни с этого альбома изначально создавались в качества саундтрека к трем короткометражным фильмам, снятым для канадской организации Film and Video Arts Society. Благодаря этому синглу группа приобрела международную известность — песня «M4 Part II» прозвучала в титрах ролевой игры Mass Effect.
Окрыленные успехом Faunts в 2008 году выпускают альбом Faunts Remixed, содержащий ремиксы и переработанные версии песен с предыдущих дисков группы. В записи этого альбома принимали участие различные канадские и американские музыканты (такие как Cadence Weapon, Brightest Feathers и The Paronomasiac).
Альбом Faunts Feel.Love.Thinking.Of, выпущенный 17 февраля 2009, создавался два года. Все песни с этого альбома были записаны во время турне группы по Америке. Также композиция «Das Malefitz» из него прозвучала в титрах Mass Effect 3.
Альбом Left Here Alone был выпущен 20 ноября 2012 и включал в себя неизданные материалы 2004 и 2005 годов. К тому времени состав Faunts утвердился на братьях Батке — Стивене, Тиме и Поле Армуше. В период между Feel.Love.Thinking.Of. и последующим Ostalgia, Vol. 1 Тим Батке основал Duplekita, а Роб Батке покинул группу и под псевдонимом Artisan Loyalist начал сольную карьеру.
В 2016 году Faunts нарушила молчание новым материалом: синглом «Mountains» и альбомом Ostalgia, Vol. 1, а также планами на будущий релиз второго тома Ostalgia.
В 2019 году, после длительного затишья, группа выпускает сингл «There Will Be Blood», для записи которого вернулся Скотт Галлант.

## Состав
Текущий
- Стивен Батке — вокал, гитара
- Тим Батке — вокал, гитара, клавишные
- Пол Амуш — ударные

Бывшие участники
- Джоэль Хитчкок
- Скотт Галлант
- Роб Батке

## Дискография

### Альбомы
- High Expectations/Low Results (2005)
- M4 (2006)
- Faunts Remixed (2008)
- Feel.Love.Thinking.Of (2009)
- Left Here Alone (2012)
- Ostalgia, Vol. 1 (2016)

### Синглы
- «M4 Pt. II»
- «Feel. Love. Thinking. Of»
- «It Hurts Me All The Time»
- «Mountains» (2016)
- «There Will Be Blood» (2019)